# Yōko Sano
Yōko Sano (佐野洋子, Sano Yōko), née le 28 juin 1938 et morte le 5 novembre 2010, est une écrivaine et artiste japonaise, spécialisée dans les contes illustrés pour enfants. Elle a notamment écrit (et illustré) Le Chat aux millions de vie, et illustré une édition japonaise des Contes du chat perché.
Le poète Shuntarō Tanikawa a été son mari.